# (340) Eduarda
(340) Eduarda es un asteroide perteneciente al cinturón de asteroides descubierto el 25 de septiembre de 1892 por Maximilian Franz Wolf desde el observatorio de Heidelberg-Königstuhl, Alemania.
Debe su nombre al banquero y astrónomo aficionado Eduard von Lade (1817-1904).